# Конвеј (Арканзас)
Конвеј (енгл. Conway) град је у америчкој савезној држави Арканзас.

## Демографија
По попису из 2010. године број становника је 58.908, што је 15.741 (36,5%) становника више него 2000. године.
| Група             | 2000.          | 2010.          |
| Белци             | 35.817 (83,0%) | 44.223 (75,1%) |
| Афроамериканци    | 5.232 (12,1%)  | 9.177 (15,6%)  |
| Азијати           | 541 (1,3%)     | 1.120 (1,9%)   |
| Хиспаноамериканци | 983 (2,3%)     | 2.998 (5,1%)   |
| Укупно            | 43.167         | 58.908         |